# Mandrake el mago
Mandrake el mago (Mandrake the Magician) es una tira cómica publicada en periódicos creada por Lee Falk (antes de que creara The Phantom), y que empezó su publicación el 11 de junio de 1934. Phil Davis reemplazó al poco a tiempo a Falk como ilustrador principal de la tira, mientras que Falk se dedicó a escribir los guiones. La tira era distribuida por el King Features Syndicate.
Mandrake, junto con El Mago Fantasma que aparecía en la tira cómica The Adventures of Patsy, es considerado como el primer superhéroe en los cómics por historiadores del cómic como Don Markstein, quien escribe: "Algunos dicen que Mandrake el mago, que comenzó en 1934, fue el primer superhéroe de los cómics".

## Trayectoria editorial
Las aventuras de Mandrake se publicaban de manera regular en diferentes periódicos. Davis trabajó en la tira hasta su muerte en 1964, cuando Falk reclutó al artista Fred Fredericks. Con la muerte de Falk en 1999, Fredericks se convirtió en guionista e ilustrador. La tira de prensa dominical de Mandrake terminó el 29 de diciembre de 2002. La tira de prensa diaria terminó a mitad de una historia el 6 de julio de 2013, cuando Fred Fredericks anunció su retiro. A partir de entonces se publicó en su lugar una reimpresión desde el número 220 de 1995, llamado Pursuit of the Cobra, que comenzó el 8 de julio de 2013 y continúa hasta hoy.

## Argumento y Protagonista
Además de ser un consumado mago del mundo del espectáculo, Mandrake luchaba contra criminales y malhechores. Mandrake es un ilusionista con una capacidad hipnótica rápida y efectiva. Cuando Mandrake gesticulaba hipnóticamente sus enemigos veían ilusiones (p. ej., ver sus armas transformadas en serpientes o barras ardientes), una técnica que Mandrake ha usado contra una gran variedad de villanos, incluyendo gánsteres, científicos locos, extraterrestres y personajes de otras dimensiones.
En varios momentos de la tira cómica, Mandrake también demuestra otros poderes, como hacerse invisible, cambiar de forma, levitación y teletransportación. Su sombrero, su capa y su varita, heredadas de su padre Therón, poseen grandes propiedades mágicas, que con el tiempo Mandrake aprende a manipular.[cita requerida] Aunque Mandrake trabaja públicamente como mago de escena, pasa gran parte de su tiempo luchando contra criminales y combatiendo entidades sobrenaturales. Mandrake vive en Xanadú, una mansión de alta tecnología en la cima de una montaña en el estado de Nueva York. Xanadú cuenta con un circuito cerrado de televisión, una carretera seccional que se divide por la mitad y rejas de hierro verticales.

### León Mandrake
León Mandrake, un mago de escena de la vida real, llevaba actuando más de diez años antes de que Lee Falk introdujera al personaje de la tira cómica. Por lo tanto, a veces se piensa que la tira cómica se basó en él. León Mandrake, al igual que el Mandrake de la ficción, era famoso también por usar sombrero de copa, un bigote delgado y una capa forrada de escarlata. Irónicamente, León Mandrake cambió su nombre artístico a Mandrake para que coincidiera con la tira popular y habría de cambiar legalmente su apellido de Giglio a Mandrake, posteriormente. El parecido entre el héroe de la historieta y el mago de la vida real era lo suficientemente cercano como para que León pudiera, al menos de manera pasiva, mantener la ilusión de que la tira se basaba en su personaje en el escenario y no a la inversa. León Mandrake era acompañado en el escenario por Narda, su primera esposa y asistente de escena, que llevaba el nombre de un personaje similar de la tira. Velvet, su asistente de reemplazo y eventual pareja de por vida, también haría apariciones más tarde en la tira junto con su ayudante en la vida real, Lothar.

## Personajes secundarios
- Lothar (Lotario) es el mejor amigo de Mandrake y compañero en la lucha contra el crimen. Mandrake lo conoció en sus viajes en África. Lothar era el "Príncipe de las Siete Naciones", una poderosa federación de tribus de la jungla. Se abstuvo de ser rey para seguir a Mandrake en sus viajes por el mundo. Lothar es frecuentemente llamado "el hombre más fuerte del mundo", con la excepción de Hojo (chef de Mandrake y jefe secreto de Inter-Intel). Lothar es invulnerable a cualquier arma fabricada por el hombre, resistente al calor y al frío y posee la resistencia de un millar de hombres. No se ve directamente afectado por la magia (por ejemplo, rayos de fuego, rayos de fuerza, encantamientos). Puede levantar un elefante con una mano, muy fácilmente. Uno de los primeros héroes africanos en los cómics luchando contra el crimen. Lothar tuvo su primera aparición al lado de Mandrake en 1934 en la primera tira cómica. En sus inicios, Lothar hablaba muy poco inglés y usaba solamente un fez, pantalones cortos y una piel de leopardo sobre los hombros. En una obra del King Features Syndicate de 1935, Lothar es referido como el "esclavo negro gigante" de Mandrake. Con la llegada de Fred Fredericks como dibujante en 1965, Lothar empezó a hablar correctamente el inglés y su vestimenta cambió, si bien a menudo llevaba camisas con patrones de piel de leopardo.[9]
- Narda es la princesa de la nación ficticia europea de Cockaigne, gobernada por su hermano Segrid. Tuvo su primera aparición en la segunda historia de Mandrake. Aunque ella y Mandrake están enamorados desde el comienzo, recién se casarían en 1997, haciendo una extravagante ceremonia triple de bodas, primero en el hogar de Mandrake, Xanadú, y luego en la casa de campo de Narda en Cockaigne y en el Colegio de Magia (Collegium Magikos) de Theron, el padre de Mandrake, en los Himalayas. Narda aprendió artes marciales de Hojo.
- Theron es el director del Colegio de Magia (Collegium Magikos) localizado en los Himalayas. Theron tiene cientos de años y puede sobrevivir gracias al Cristal de la Mente, del cual es el guardián.
- Hojo es el chef de la casa de Xanadú, y el jefe secreto de la organización internacional de lucha contra el crimen Inter-Intel, y como tal ha pedido la ayuda de Mandrake en numerosos casos. Es un gran experto en artes marciales. El asistente de Hojo en Inter-Intel es Jed. Hojo habla seis idiomas.
- Bradley es el Jefe de Policía pero es llamado comúnmente "Jefe" y es aliado de Mandrake en varias ocasiones. Creó el "S.S.D." (Silly Stuff Dept, departamento de asuntos absurdos), para esos casos absurdos e increíbles que solo Mandrake puede resolver. Tiene un hijo, Chris.
- Magnon, emperador de la galaxia, es el más poderoso amigo de Mandrake. Magnon y su esposa Carola tienen una hija, Nardraka, llamada así por Mandrake y Narda y que es su ahijada.
- Lenore es la hermana menor de Mandrake, una exploradora conocida en todo el mundo.
- Karma es la novia de Lothar, una princesa africana que trabaja como modelo.

## Villanos
- El Cobra es el enemigo más peligroso y malévolo de Mandrake, lo que es aparente desde el inicio de la historia. El Cobra aparece primero como un poderoso hechicero experto en magia negra y sediento de poder. En 1937, el Cobra parecía derrotado, pero regresó en 1965, mostrando una escabrosa máscara plateada. El principal objetivo del Cobra es adquirir uno de los dos poderosos Cubos de Cristal, que incrementan la energía mental. Estos son guardados por Mandrake y su padre Theron. Mandrake aprende posteriormente que el Cobra era secretamente Luciphor, el hijo mayor de Theron y por tanto medio hermano de Mandrake y Dérek. Años después, el Cobra pudo dejar de usar la máscara plateada cuando su cara fue reconstruida mediante cirugía. Es acompañado por su asistente Udd.
- Dérek es el hermano mellizo de Mandrake, y por tanto muy parecido en apariencia. Influido negativamente por el Cobra, Dérek utiliza sus poderes mágicos (cercanos a los de Mandrake) para la obtención de satisfacciones personales a corto plazo. Mandrake ha intentado borrar el conocimiento de la magia de Dérek, pero esto nunca ha sucedido. Dérek tiene un hijo (de madre desconocida) quien no ha mostrado signos de seguir a su padre en estos episodios.
- The Clay Camel, (Camello de barro), cuyo nombre real es Saki, es un maestro del disfraz, utiliza la mímica y cambia su apariencia en segundos. Su nombre viene del símbolo que dejaba en las escenas de sus crímenes, un camellito hecho de barro.
- The Brass Monkey, (el mono de latón) es hija de Clay Camel y tiene un talento similar para el disfraz.
- Aleena the Enchantress (Aleena la hechicera) una amiga antigua de Mandrake desde el College of Magic, quien lo tentó a casarse pero quien utilizaba sus poderes mágicos para su propio beneficio. En algunas ocasiones intentó seducir a Mandrake, pero fracasó y por lo tanto atenta para causarles problemas.
- 8 (Ocho) es una organización antigua y muy poderosa originada en los tiempos medievales. Son conocidos porque con frecuencia incorporan el número 8 en sus crímenes o dejan el número 8 como marca. Es una organización parecida a un pulpo con 8 brazos (jefes máximos) diseminados por todo el mundo, y con una cabeza (el misterioso líder Octon, el cual solo se presenta en imagen amenazante en una pantalla de computo). A través de los años, Mandrake ha ido destruyendo a sus jefes máximos uno por uno. En una de las historias el Octon de 8, es revelado como Cobra. Pero el nombre más tarde se refiere a una inteligencia artificial empuñado por Ming el Despiadado y en las series de televisión "Defenders of the Earth". (Defensores de la Tierra).
- Ekardnam (Mandrake al revés) es el "mellizo malvado" de Mandrake, quién existe en el otro lado del espejo. Parecido a su mundo (donde el gobierno huye por el "Private of the Armies" y los generales hacen trabajo de baja categoría) Ekardnam es un opuesto exacto y utiliza su "evil eye" (ojo malvado) para producir su magia.
- The Deleter (El Eliminador) es un extraterrestre contratado para matar a cualquiera por un precio, pero debe de infligir la justicia o que trate de engañarlo y dejarlo fuera de la cuota de su contrato.

## En otros medios

### Radio
Mandrake the Magician (Mandrake el mago) fue una serie de radio de 15 minutos, que se emitió en el Mutual Broadcasting System desde el 11 de noviembre de 1940 hasta el 6 de febrero de 1942.

### Cine
En 1939, Columbia produjo un cine serial de 12 partes de Mandrake el Mago, basada en la tira de King Features, protagonizada por Warren Hull como Mandrake y Al Kikume como Lothar. La serie está disponible en DVD.
Una película no autorizada de Mandrake y producida en Turquía se hizo en 1967, Mandrake Killing'in Peşinde (Mandrake persigue a Killing) también conocida como Mandrake Killing'e Karşı (Mandrake contra Killing), dirigida por Oksal Pekmezoğlu y protagonizada por Güven Erte como Mandrake.
Anthony Herrera tuvo el papel principal en la película para televisión Mandrake (1979), hecha por Universal Television y originalmente emitida en el canal NBC. Contó con Ji-Tu Cumbuka como Lothar. El mago Harry Blackstone Jr. también apareció en el elenco.
En 2007, Baldwin Entertainment Group y Hyde Park Entertainment compraron los derechos para hacer una película de Mandrake que sería dirigida por Mimi Leder. Las dos empresas poseen los derechos de The Phantom de Lee Falk. Jonathan Rhys Meyers originalmente iba a interpretar el personaje principal y Chuck Russell había sido escogido como director. En 2009, sin embargo, Hayden Christensen reemplazó a Rhys Meyers en el papel principal de la película con Djimon Honsou como coprotagonista y Mimi Leder en el rol de directora. Warner Bros anunció que la versión cinematográfica de Mandrake estaba en desarrollo. En junio de 2016, Sacha Baron Cohen fue anunciado como el actor que representaría a Mandrake.

#### Películas no producidas
En la década de 1960, Federico Fellini, quien fuera amigo cercano de Falk, tenía la intención de hacer una película de Mandrake, pero el proyecto nunca se realizó.
A principios de la década de 1980, dos semanas después de firmar con su primer agente, Embassy Pictures contrató al cineasta estadounidense Michael Almereyda para reescribir un guion de Mandrake el Mago. Según afirmó a la revista Filmmaker, al recibir la asignación, voló a la ciudad de Nueva York y se registró en el Hotel Chelsea para trabajar en la reescritura. Tres semanas más tarde, apareció con un nuevo borrador, pero para entonces el estudio había cambiado de dirección y, con la misma rapidez con que completó su revisión, el proyecto se abandonó.

### Televisión
NBC hizo un piloto para una serie de televisión Mandrake el Mago en 1954, pero no se hicieron otros episodios. El mago de escena Coe Norton interpretó a Mandrake y Woody Strode a Lothar.
Mandrake y Lothar aparecieron por primera vez en forma animada junto con The Phantom, Flash Gordon y Steve Canyon en el especial de televisión de 1972 Popeye Meets the Man Who Hated Laughter, y que mostraba a casi todos los personajes de las tiras cómicas del King Features Syndicate.
En la serie animada Defensores de la Tierra (1986-1987), Mandrake el Mago se une a los aventureros Flash Gordon (Roldán el temerario en la traducción mexicana) y The Phantom, de King Features. El mejor amigo de Mandrake y compañero en la lucha contra el crimen, Lothar, también tiene un papel destacado, así como un hijo adolescente, L.J. (Lothar Jr.) que es artista marcial. Mandrake tiene un hijo adoptivo llamado Kshin, a quien está entrenando como su aprendiz y heredero. La serie completa ha sido lanzada por BCI Eclipse como un set de dos DVD en los Estados Unidos, mientras que Fremantle Media lanzó la serie completa en DVD en el Reino Unido.
En la serie animada Phantom 2040, con un futuro Phantom, Mandrake aparece en el episodio "El Mago". Sin embargo, no se le llama por su nombre en el episodio, sino que en cambio es presentado como un viejo amigo del padre del Phantom actual, un mago que ayudó a construir gran parte del equipo anterior de Phantom. Su forma notablemente bien conservada es compatible con las propiedades que confieren longevidad de los Cristales. Peter Renaday, quien hiciera la voz en inglés del personaje en Defensores de la Tierra, fue una vez más la voz de Mandrake en esta serie.

### Teatro
El musical Mandrake the Magician and the Enchantress se produjo a fines de la década de 1970 en el Festival de Arte de Lenox en Massachusetts. El guion fue de Falk y Thayer Burch con música de George Quincy y letra de Burch.
Mandrake es un personaje de la obra King Kong Palace, escrita por el dramaturgo chileno Marco Antonio de la Parra. En la obra, Mandrake trabaja ahora ahora como actor en fiestas de cumpleaños, en las que intenta seducir a Jane, la ambiciosa esposa de Tarzán, para satisfacer su ansia de poder.
Medicina
En México, es común el término Mandrake para referirse a los practicantes de medicina o médicos internos de pregrado. Esto debido a que en el ámbito educativo hospitalario son conocidos por "desaparecerse" cuando existe una alta ocupación hospitalaria o cuando son requeridos como apoyo y en su lugar van a salas de descanso o áreas menos saturadas del hospital para descansar durante su horario de trabajo

## Premios y reconocimientos
1989 Premio Haxtur al Autor que Amamos, en el Salón Internacional del Cómic del Principado de Asturias en Oviedo.

## Parodias y tributos
Mandrake el mago ha inspirado a varios otros personajes con poderes mágicos en los cómics, incluyendo a Zatara, Kardak el Mago Místico, Mónako, Dakor el Mago, Ibis el Invencible, Mantor the Mago, Sargon el Hechicero, Zatanna, Mr.Mystic, The Wizard (de Archie Comics), Mysto, y el Detective Mago, así como el efímero Jim el mago (Jadugar Jim en hindi) de Sudhir Tailang en India.
En Mad no. 14 (agosto de 1954), Mandrake fue parodiado como "Manduck", quien vive en un basurero de la ciudad y convence a los visitantes de que es una casa palaciega "haciendo gestos hipnóticos". En esta historia, se enfrenta con La Sombra, en una escena en la que  él, Lothar (llamado Loathar) y La Sombra se hacen gestos hipnóticos el uno al otro y, después de una gran explosión, solo queda Lothar (viéndose como Manduck). En otro número, Manduck logra el truco de convertir a Loathar en una mujer rubia de 1.80 m de estatura.
"In Pictopia" (publicado por primera vez en Anything Goes! # 2 (agosto de 1986) es una historia corta de Alan Moore y el dibujante Don Simpson, que tiene lugar en un limbo de personajes de cómics. El personaje principal, Nocturno el Necromancista, se basa en Mandrake. La historia fue reimpresa en The Extraordinary Works of Alan Moore editada por George Khoury (TwoMorrows, julio de 2003).
Tales Designed to Thrizzle del dibujante Michael Kupperman (Fantagraphics), parodia muchos cómics, incluyendo a Mandrake el mago con la tira en tres paneles "Mancake el mago".
En la telenovela Sharon la Hechicera, el actor Santiago Carpio interpreta al personaje antagónico Damián Monrroy, más conocido en el mundo del espectáculo como "Mandrake", quién era el dueño de una productora musical, en donde su único objetivo era sabotear la carrera de la protagonista y personas cercanas a ella.
En el episodio 106 de la historieta argentina Mi novia y yo, Mandrake hace una aparición directa al final de la historia.